# 노부나가의 야망 게임보이 어드밴스판
《노부나가의 야망 게임보이 어드밴스판》(일본어: 信長の野望ゲームボーイアドバンス版 노부나가노야보게-무보-이아도반스반[*])은 2001년 9월 28일에 발매된 게임보이 어드밴스용 소프트로, 서브타이틀은 붙이지 않았지만, 《무장풍운록》을 리메이크한 것이다.
오리지널과 비교하면, 다음의 점이 다르다.
- 등장인물의 얼굴 일러스트가 《열풍전》·《람세기》 등의 풍운록 이후의 작품에서 유용하고 있다. 다만 오다 노부나가만은 GBA용에서 새롭게 그려진 것이다.
- 종래는 숨은 시나리오였던 '혼노지의 변'이 처음부터 선택 가능하다.
- 모두 6개의 숏 시나리오로 최대 4인까지 통신 대전 플레이가 가능하다.

대전용 시나리오
1. 숙적을 쓰러뜨려라(宿敵を倒せ)
2. 돈을 모아라(金を貯めろ)
3. 병사를 모아라(兵を集めろ)
4. 영토를 넓혀라(領国を盗れ)
5. 쿄를 목표로 해라(京を目指せ)
6. 노부나가를 토벌해라(信長を討て)

- 이후의 작품에 준하여, 이름이 변경된 무장이 있다. 예) 가나가와 도토미노카미(金上遠江守) → 가나가와 모리하루(金上盛備) 등.
- 극히 일부의 무장이, 다른 사람으로 교체되어 있다. 예) 고리키 기요나가(高力清長) → 혼다 마사즈미(本多正純) 등.
- 무장의 약력을 볼 수 있는 '열전'이 추가되었는데, 대부분이 《열풍전》 등에서 유용된 것이다. 《풍운록》에서 밖에 등장하지 않는 인물에 대해서는 어설프게 기술하고 있다.
- 수송이 인접국 이외에도 실행할 수 있게 되었다.